# Monarcha everetti
Monarcha everetti é uma espécie de ave da família Monarchidae.
É endémica da Indonésia.
Os seus habitats naturais são: florestas subtropicais ou tropicais húmidas de baixa altitude, florestas de mangal tropicais ou subtropicais e matagal húmido tropical ou subtropical.
Está ameaçada por perda de habitat.